# Changiola
Changiola is een geslacht van rechtvleugeligen uit de familie krekels (Gryllidae). De wetenschappelijke naam van dit geslacht is voor het eerst geldig gepubliceerd in 2004 door Gorochov.

## Soorten
Het geslacht Changiola omvat de volgende soorten:
- Changiola pahangi Gorochov, 2011
- Changiola perakensis Chopard, 1969
- Changiola subita Gorochov, 2004